# Драговиштица
Драговиштица је река која протиче кроз Србију и Бугарску. Дугачка је 115 km. Настаје од Божичке и Љубатске реке. После 52 km тока напушта Србију и тече 63 km кроз Бугарску до ушћа у Струму.
Драговиштица припада егејском сливу и није пловна.

## Ток кроз Републику Србију
Драговиштица настаје у југоисточној Србији, код Босилеграда, спајањем Божичке реке (дужа притока),Лисинске реке и Љубатске реке, на надморској висини од 787 метара.

#### Божичка река
Божичка река извире у пределу који се зове Крајиште (између Власинског језера са западне стране и државне границе са Бугарском на истоку), само неколико километара од извора Јерме, још једне реке која тече кроз Србију и Бугарску. За разлику од Јерме која тече на север, Мутница (назив за горњи део Божичке реке) тече на југ, између Варденика на западу и Милевске планине на истоку, да би од села Божица наставила да тече као Божичка река. Код села Доња Лисина у Божичку реку се улива њена десна притока Лисинска река, а јужно одатле код Босилеграда, Божичка река се спаја са Љубатском реком.
Код Доње Лисине Божичка река је преграђена браном, како би се створило вештачко Лисинско језеро које служи као помоћно језеро за хидроелектрану Врла на Власини.

#### Љубатска река
Љубатска река такође извире у југоисточном делу Крајишта, на падинама Бесне Кобиле, код села Мусут. Одатле, Љубатска река протиче северним обронцима планине Дукат, поред села Горња Љубата и Доња Љубата, пре него што стигне до Босилеграда. Ово је још једна од многих река у Србији чији миран и предиван пејзаж представља повољну локацију за развој туризма.
После Босилеграда, Драговиштица лагано тече на југоисток, између северних обронака Миљевске планине и Дуката. Након што прође поред села Рајчиловци, Радичевци и Ресен, у Драговиштицу се у непосредној близини српско-бугарске границе улива њена десна притока Бранковачка река. Након тога, Драговиштица улази у Бугарску.

## Ток кроз Републику Бугарску
Одмах након што уђе у Бугарску и прође село Долно Ујно, Драговиштица улази у Ћустендилску депресију, део речне долине реке Струме. Река тече поред јужних обронака Земенске планине, и села Драговиштица које сачињавају два насеља, Перивол на десној обали и Јамборано на левој обали реке. Одмах након тога, Драговиштица се улива у Струму у близини села Раждавица и Шипочано, која се налазе североисточно од Ћустендила.